# USS Arizona Memorial

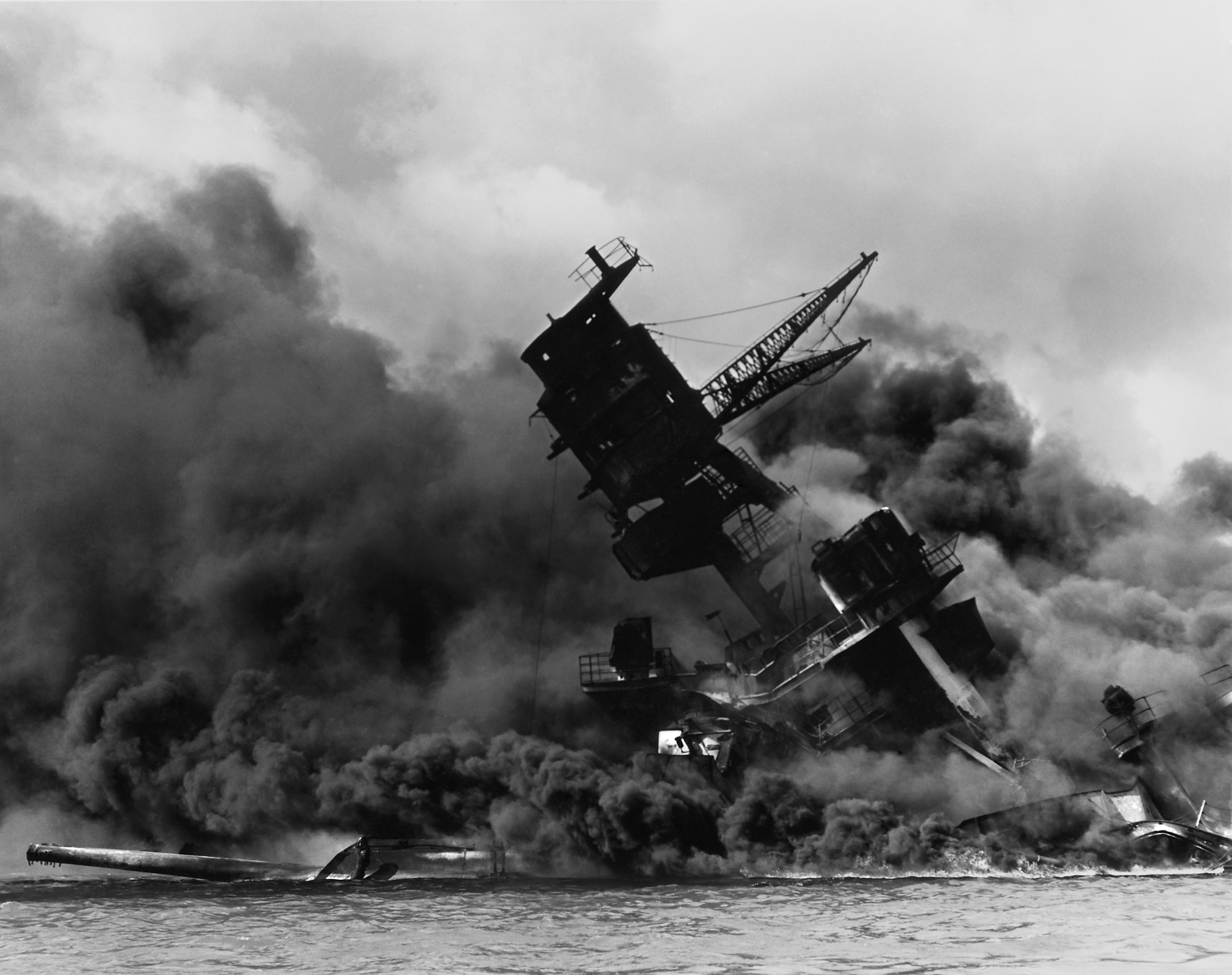
Die Arizona sinkt während des Angriffs auf Pearl Harbor am 7. Dezember 1941.

Das USS Arizona Memorial in Pearl Harbor, Hawaii, markiert die Ruhestätte von 1102 der 1177 Seeleute, die beim Untergang der USS Arizona ums Leben kamen. Ausgelöst wurde dieser durch den japanischen Angriff am 7. Dezember 1941. Das Bauwerk erinnert an die Ereignisse dieses Tages, woraufhin die USA in den Zweiten Weltkrieg eintraten.
Das 1962 eingeweihte Mahnmal, das jährlich von über einer Million Menschen besichtigt wird, überspannt den Rumpf des gesunkenen Kriegsschiffes ohne diesen zu berühren. Seit seiner Eröffnung im Jahr 1980 wird das USS-Arizona-Memorial-Besucherzentrum vom National Park Service gemeinsam mit dem Mahnmal betrieben. Es bietet dem Besucher historische Informationen über den Angriff, Fahrten mit Pendelbooten zum Mahnmal und weitere Besucherdienste. Das Wrack der Arizona wurde am 5. Mai 1989 als National Historic Landmark ernannt und in das National Register of Historic Places aufgenommen.

## Die Gedenkstätte

### Beschreibung
Das National Memorial besteht aus drei Hauptbereichen: Eingang, Versammlungsraum und Schrein. Der zentrale Versammlungsraum hat in der Decke und beiden Seitenwänden jeweils sieben große Öffnungen, die an das Datum des Angriffs erinnern sollen. Die Gesamtzahl der Öffnungen steht symbolisch für 21 Salutschüsse oder 21 Marines, die am Grab der Gefallenen Wache stehen. Außerdem befindet sich dort eine Öffnung im Boden, durch die man auf das Wrack hinabblicken kann, aus dem Öl austritt. Die Öltropfen werden manchmal als die „Tränen der Arizona“ oder „schwarze Tränen“ bezeichnet. Seit der Eröffnung haben Besucher Blumen und Leis ins Wasser geworfen, um ihren Respekt für die Gefallenen auszudrücken. Leis dürfen mittlerweile nicht mehr ins Wasser geworfen werden, da deren Schnüre eine Gefahr für die Meeresbiologie darstellen. Die Besucher können die Leis über die Absperrung vor dem Schrein anbringen. Einer der beiden zirka neun Tonnen schweren Anker der Arizona wird im Eingang des Besucherzentrums ausgestellt. Das Gegenstück befindet sich im Arizona State Capitol in Phoenix.
Seit Franklin D. Roosevelt hat jeder US-Präsident das Mahnmal besucht, ebenso die japanischen Kaiser Hirohito und Akihito. Der Schrein am hinteren Ende besteht aus einer Marmorwand, die alle Namen der Gefallenen verzeichnet.

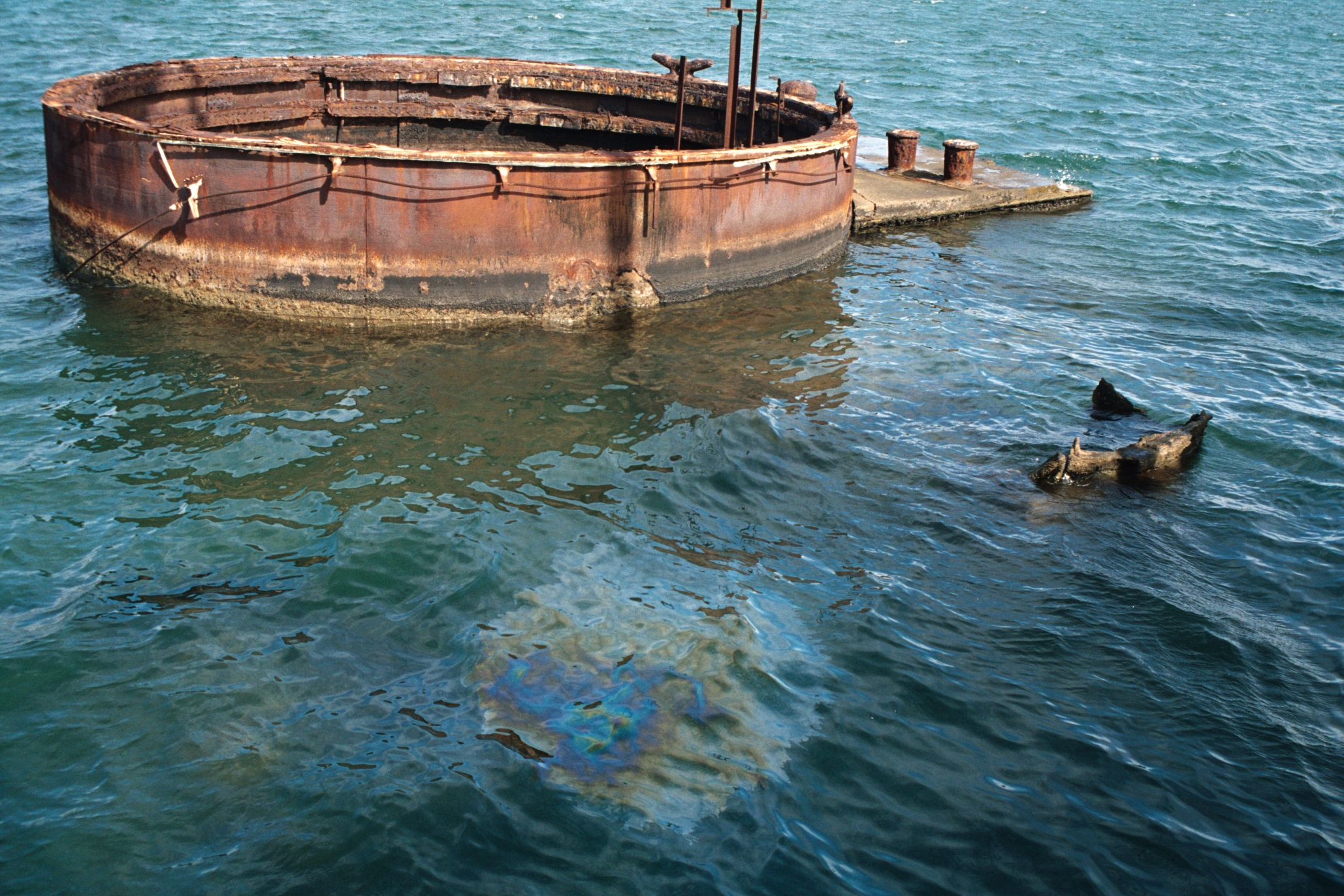
Die „Tränen der Arizona“ – aus dem Wrack austretendes Öl

Entgegen der landläufigen Meinung ist die Arizona nicht mehr im aktiven Dienst. Wenn überhaupt ist sie ein aktiver Militärfriedhof der Vereinigten Staaten. Als besondere Hommage an das Schiff und seine Mannschaft weht die Flagge der Vereinigten Staaten an der Fahnenstange, die am abgetrennten Hauptmast des gesunkenen Schiffs befestigt war. Der Flaggenmast befindet sich nun seitlich der Gedenkstätte. Das USS Arizona Memorial ist inzwischen zur Gedenkstätte für alle Militärangehörigen geworden, die während des Angriffs auf Pearl Harbor getötet wurden.

### Design
Das National Memorial wurde vom Architekten Alfred Preis aus Honolulu entworfen, der zu Beginn des Krieges auf Sand Island inhaftiert war. Er galt als Staatsfeind, da er in Österreich geboren worden war, obwohl er aufgrund seiner jüdischen Abstammung 1939 selbst vor den Nationalsozialisten geflohen war. Die United States Navy legte fest, dass die Gedenkstätte die Form einer Brücke, die sich über das Schiff schwingt, haben sollte und Platz für 200 Menschen bieten sollte.
Das 56 m lange Bauwerk hat an jedem Ende eine hohe Spitze. Die beiden Spitzen werden durch den durchhängenden Mittelteil verbunden. Dies steht für den großen amerikanischen Stolz vor dem Krieg, die plötzliche Depression der Nation nach dem Angriff und dem Anwachsen der amerikanischen Macht, die nach dem Krieg neue Höhen erreichte. Kritiker bezeichneten das Design als „zerquetschte Milchpackung“.

### Spendensammlung

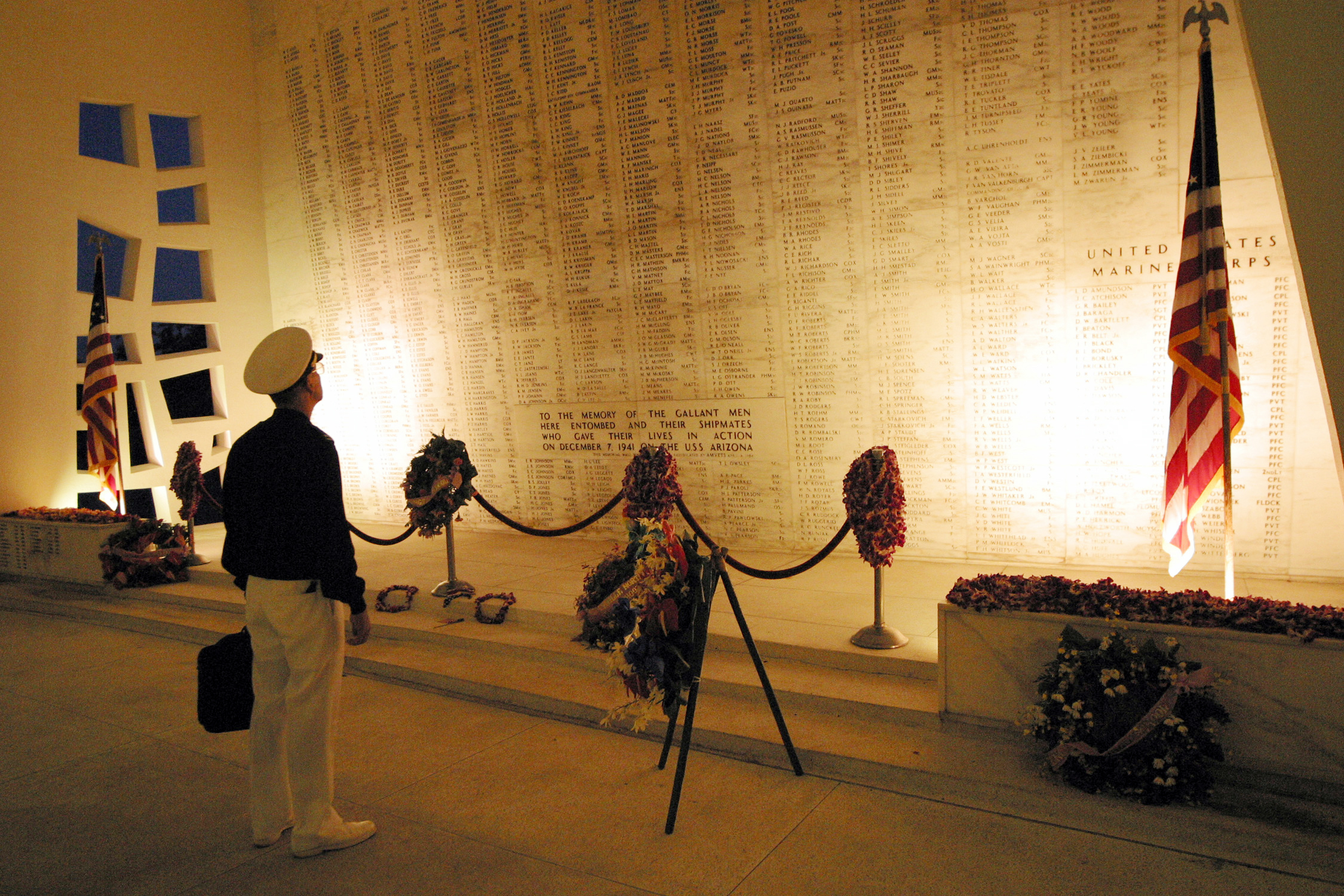
„Zum Gedenken an die furchtlosen Männer, die hier begraben sind, und ihre Schiffskameraden, die am 7. Dezember 1941, auf der USS Arizona im Einsatz ihr Leben verloren“ – Inschrift in der Marmorwand mit den Namen der Verstorbenen.

Nach dem Ende des Zweiten Weltkriegs wurde der zerstörte Aufbau der Arizona entfernt und Bemühungen zur Errichtung eines Mahnmals auf dem unter Wasser liegenden Rumpf wurden aufgenommen. Die Pacific War Memorial Commission wurde 1949 zum Bau einer ständigen Gedenkstätte, irgendwo auf Hawaiʻi, gegründet. Admiral Arthur W. Radford, Kommandeur der Pacific Fleet befestigte 1950 eine Fahnenstange am Hauptmast der Arizona und begründete die Tradition der Flaggenparade. Radford beantragte Geldmittel für ein National Memorial in den Jahren 1951 und 1952, die jedoch wegen Budgetbeschränkungen während des Koreakrieges abgelehnt wurden.
In den 1950er Jahren wurde über die vollständige Abwrackung der Arizona diskutiert. Im Jahr 1958 genehmigte Präsident Dwight D. Eisenhower die Schaffung des National Memorial. Die Genehmigung verlangte, dass die Kosten des Denkmals in Höhe von 500.000 USD privat finanziert werden müssen. Dies wurde nicht geschafft, sodass 200.000 USD vom Staat subventioniert wurden.
Entscheidend zur Finanzierung haben beigetragen:
- Alfred Preis hat das Denkmal kostenlos entworfen[8]
- 50.000 USD Startkapital vom Territory of Hawaii im Jahr 1958
- 95.000 USD Privatspenden nach einer Fernsehreportage über Samuel G. Fuqua, Träger der Medal of Honor und ranghöchster überlebender Offizier der Arizona[9]
- 64.000 USD durch ein Benefizkonzert von Elvis Presley am 25. März 1961
- 40.000 USD durch den Verkauf von Plastik-Modellen der Arizona, die durch eine Partnerschaft der Fleet Reserve Association und Revell Model Company entstanden
- 150.000 USD aus Mitteln des Bundes, deren Genehmigung durch den hawaiianischen Senator Daniel Inouye im Jahr 1961 initiiert wurde.

Das USS Arizona Memorial wurde am 30. Mai 1962 (Memorial Day) durch den texanischen Kongressabgeordneten und Vorsitzenden des Committee on Veterans’ Affairs Olin E. Teague und dem Gouverneur von Hawaiʻi John Anthony Burns eingeweiht.
Die Einnahmen des Buchladens des Pearl Harbor National Monument unterstützen den Betrieb des Museums.

### Nachfolgende Entwicklungen
Die Arizona, ein Schlachtschiff der Pennsylvania-Klasse der United States Navy wurde beim Angriff auf Pearl Harbor am 7. Dezember 1941 versenkt. Das Wrack wurde nicht geborgen, sondern wurde zum Denkmal für die Opfer dieses Angriffs.
Das Mahnmal wurde am 15. Oktober 1966 in das National Register of Historic Places aufgenommen. Während das eigentliche Wrack der Arizona 1989 zur National Historic Landmark ernannt wurde, teilt das Mahnmal diesen Status nicht. Vielmehr wird es getrennt vom Wrack im National Register of Historic Places geführt. Die gemeinsame Verwaltung des Mahnmals durch die United States Navy und den National Park Service wurde am 9. September 1980 eingeführt.
In einem Artikel im National Geographic Magazine aus dem Jahr 2001 wird über die kontinuierliche Verschlechterung des Zustandes der Schotten und Öltanks berichtet, die auf die Korrosion aufgrund des Salzwassers zurückzuführen ist. Es werden Bedenken geäußert, dass eine ökologische Bedrohung durch den Austritt größerer Ölmengen besteht. Der National Park Service teilte mit, dass ein laufendes Programm den Zustand des untergegangenen Schiffes streng überwacht.
Im Rahmen der Centennial Initiative zur Feier des 100. Geburtstages des National Park Service im Jahr 2016 wird eine Wanderausstellung geplant, die die Gedenkstätte in den gesamten Vereinigten Staaten bekannter machen soll. Außerdem sollen auf dieser Tour mündliche Erzählungen über den Angriff auf Pearl Harbor gesammelt werden.

### Gedenkstätte
Admiral Arthur W. Radford, (United States Pacific Command) ließ im Jahr 1950 erstmals eine Flagge auf dem Wrack hissen. Im Jahr 1961 wurde das USS Arizona Memorial über dem Wrack gebaut und am 30. Mai 1962 zum nationalen Schrein ernannt. Das Mahnmal überbaut die unter Denkmalschutz stehenden Überreste des Schiffs, es berührt sie aber nicht. Das Mahnmal ist im National Register of Historic Places aufgelistet, steht aber nicht unter Denkmalschutz.

### Ehrenerweisung
Jedes Schiff der United States Navy, Coast Guard und Merchant Marine, das in den Hafen von Pearl Harbor einläuft, folgt der Tradition der Ehrenerweisung durch eine Front. Die Besatzung des Schiffes tritt hierbei in Ausgehuniform auf dem Deck an und salutiert dem USS Arizona Memorial, während das Schiff langsam in den Hafen einfährt. In letzter Zeit haben ausländische Kriegsschiffe, die während gemeinsamer Manöver in den Hafen von Pearl Harbor eingelaufen sind, diese Tradition übernommen.

### Grabstätte
Die Mitglieder der Schiffsbesatzung, die den Angriff überlebten, können sich auch heute noch nach ihrem Ableben im Wrack der Arizona beisetzen lassen. Hierbei wird die Urne mit der Asche des Verstorbenen von Tauchern im Schiff beigesetzt. Auch das Verstreuen der Asche über dem Schiffswrack ist möglich.

## USSMissouri

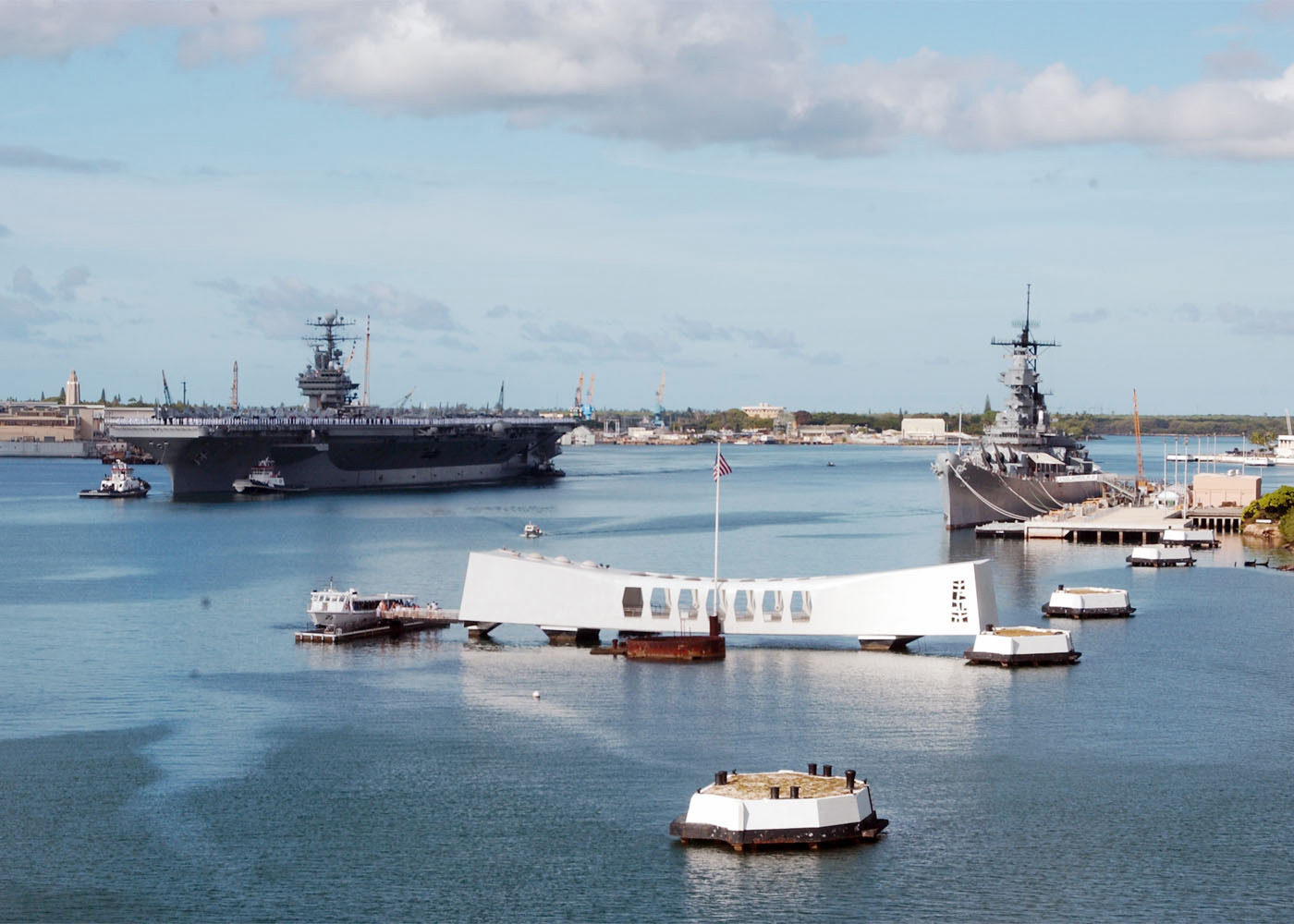
Die Besatzung der Abraham Lincoln (links) erweist der Missouri und dem USS Arizona Memorial die Ehre

Im Jahr 1999 wurde das Schlachtschiff Missouri von der Westküste der Vereinigten Staaten nach Pearl Harbor verlegt und im rechten Winkel zum USS Arizona Memorial angedockt. Auf dem Deck dieses Schiffes kapitulierten die Japaner in der Bucht von Tokio vor General Douglas MacArthur und Admiral Chester W. Nimitz und beendeten damit den Zweiten Weltkrieg.
Die Kopplung der beiden Schiffe war nicht ohne Kontroversen. Das Personal der Gedenkstätte kritisierte den Standort der Missouri, da das große Schlachtschiff das Mahnmal „überschatten“ würde. Um dies zu verhindern, wurde die Missouri an die Pier des Hafens verholt. Durch die neue Position war gewährleistet, dass bei militärischen Zeremonien auf dem Heck der Missouri das Arizona-Mahnmal außerhalb des Blickfeldes liegt. Dadurch, dass der Bug der Missouri in Richtung Wrack der Arizona zeigt, soll der Eindruck entstehen, dass die Missouri über die Überreste der Arizona wacht.

## Der Besuch der Gedenkstätte

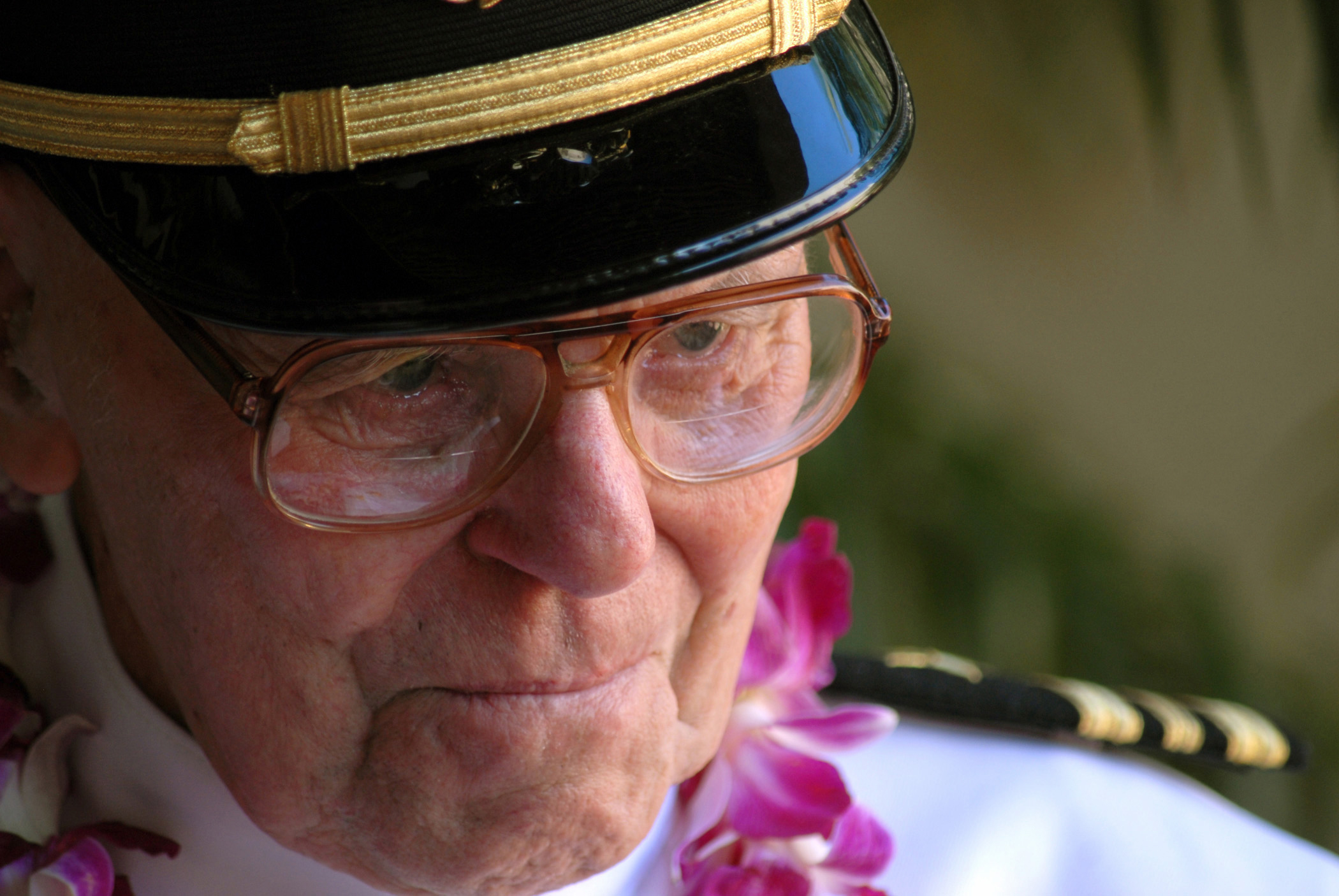
65 Jahre nach dem Angriff auf Pearl Harbor erinnert sich Lt. Cmdr. Joseph Langdell, ein Überlebender der USS Arizona, an der Gedenkstätte an die Ereignisse des Angriffs.

Das vom National Park Service betriebene Besucherzentrum (Koordinaten: 21° 22′ 0,6″ N, 157° 56′ 21,1″ W) ist kostenlos für die Öffentlichkeit zugänglich und beherbergt ein Museum mit Ausstellungsstücken über den Angriff auf Pearl Harbor, wie z. B. die Schiffsglocke der Arizona. Der Zugang zum USS Arizona Memorial selbst erfolgt mit einem Boot der U.S. Navy, für das man ein nummeriertes Ticket benötigt, welches man im Besucherzentrum erhält und das für eine festgelegte Abfahrtzeit gültig ist. Die Gedenkstätte wird jährlich von mehr als einer Million Personen besucht. Aufgrund der großen Anzahl von Besuchern und der begrenzten Anzahl von Abfahrtzeiten des Boots sind die verfügbaren 4.500 Tickets oft bereits Mitte des Vormittags vergriffen. Vor Betreten des Bootes wird ein 23-minütiger Film über den Angriff auf Pearl Harbor vorgeführt. Die Besichtigung des Mahnmals ist ohne Führung. Die Webseite des National Park Service bietet Besucherinformationen wie z. B. die Öffnungszeiten und Hinweise zur Ticketvergabe.
Eine einstündige Audio-Führung, gesprochen vom Oscar-Gewinner und Veteran des Zweiten Weltkriegs Ernest Borgnine, kann im Besucherzentrum ausgeliehen werden. Auf dem Gelände des Besucherzentrums befinden sich an der Uferlinie weitere Ausstellungsstücke und ein „Kreis der Erinnerung“. In der Nähe befindet sich die USS Bowfin, ein dieselbetriebenes U-Boot der Balao-Klasse aus dem Zweiten Weltkrieg, das eintrittspflichtig besichtigt werden kann. Das Schlachtschiff Missouri und das Pacific Aviation Museum können ebenfalls besichtigt werden. Dies erfordert aber einen Bustransfer zu Ford Island.

Bilder des USS Arizona Memorial
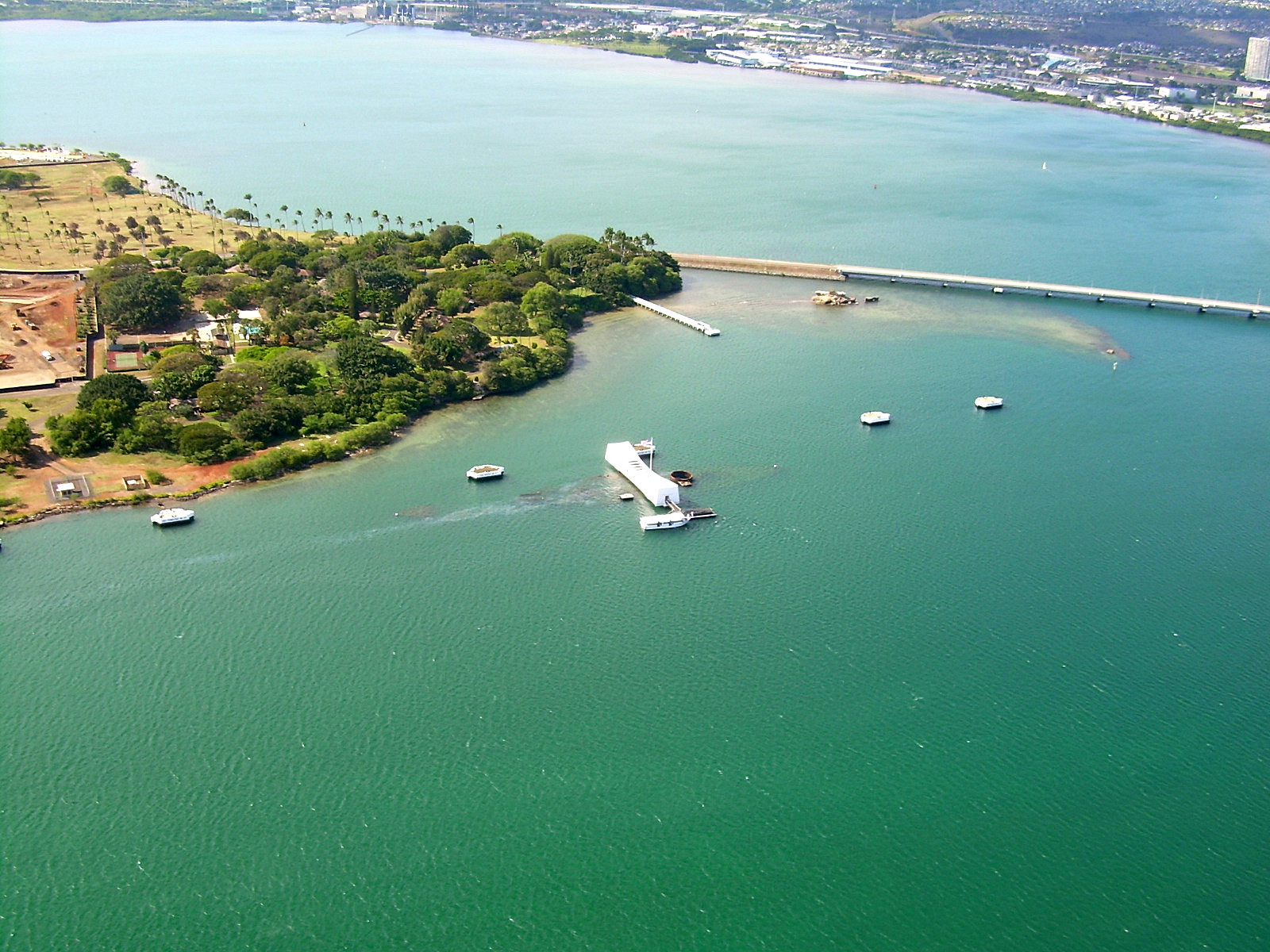
Luftaufnahme mit gut sichtbarer Ölspur
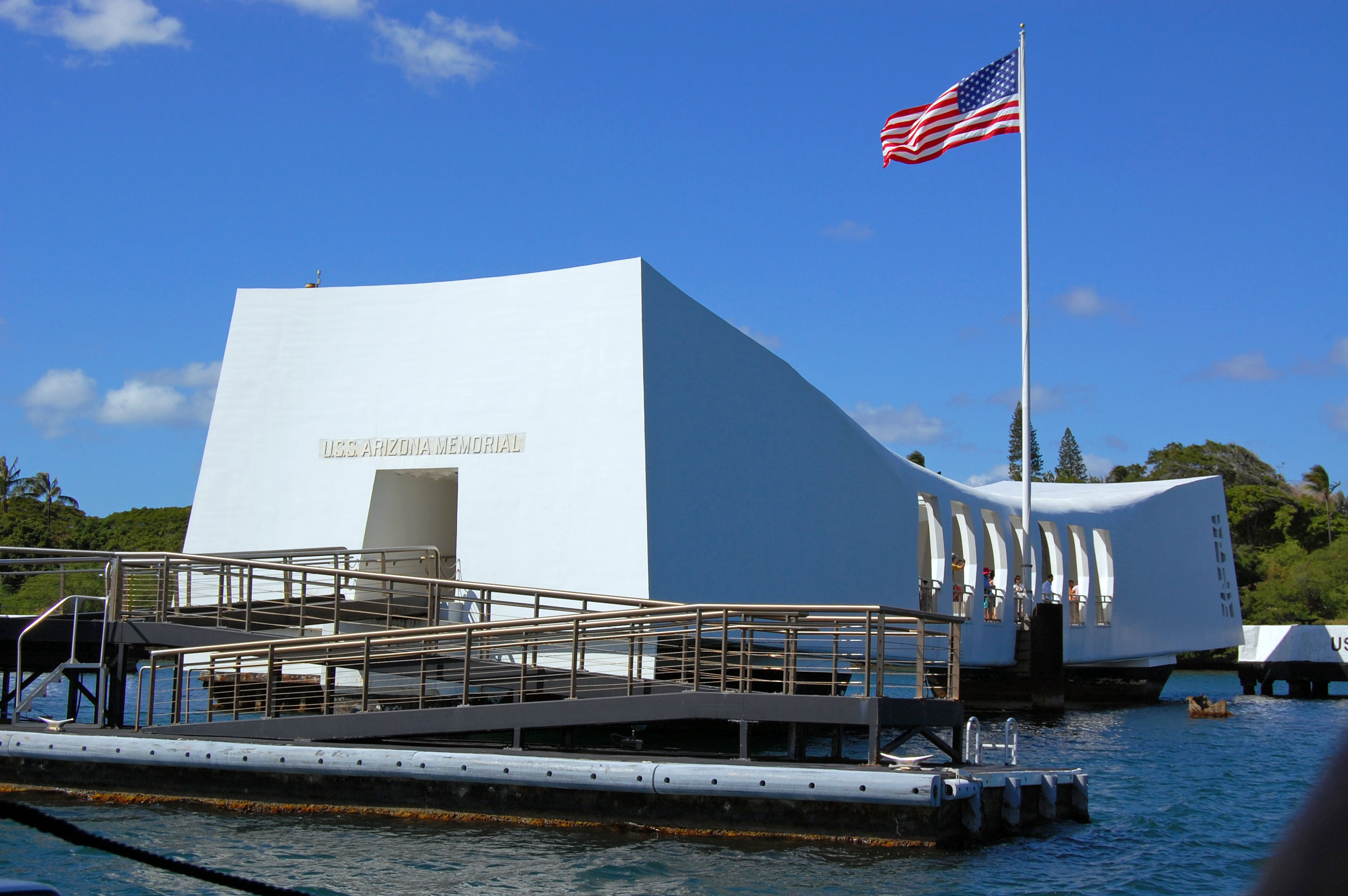
Blick vom Besucherboot auf das Mahnmal
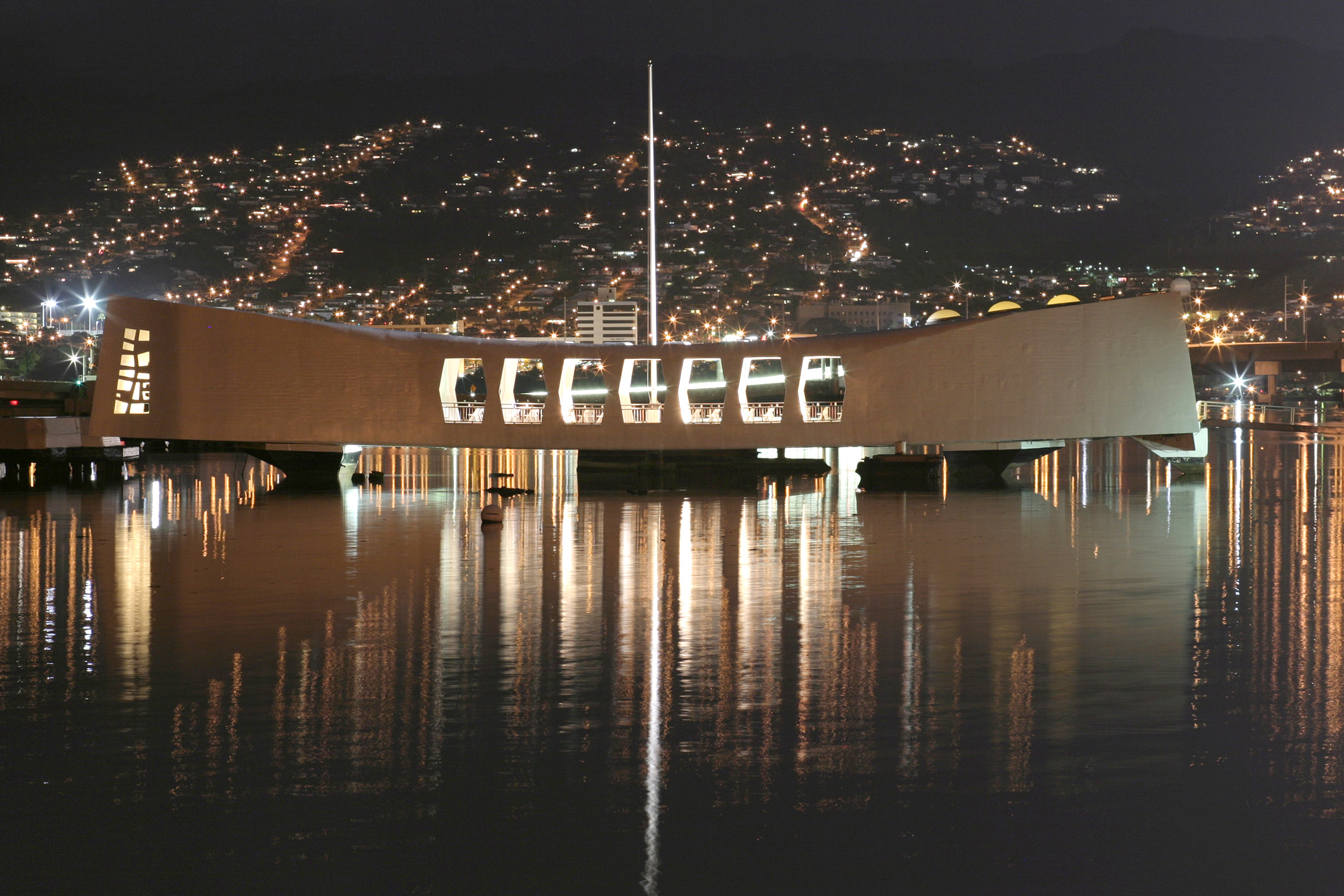
Nachtaufnahme vom 62. Jahrestag des Angriffs im Jahr 2003
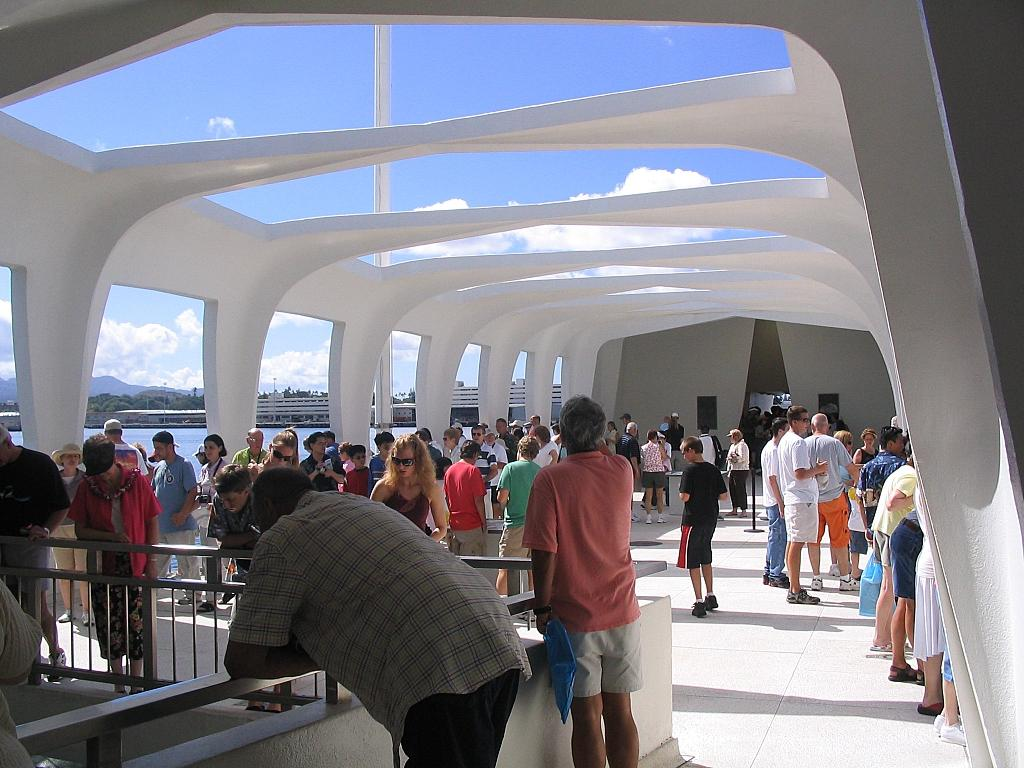
Besucher in der Gedenkstätte